# Heist (pel·lícula de 2015)
Heist, també anomenada Bus 657, és una pel·lícula de thriller d'acció estatunidenca del 2015 dirigida per Scott Mann i escrita per Stephen Cyrus Sepher i Max Adams, basada en la història original de Sepher. La pel·lícula és protagonitzada per Robert De Niro, Jeffrey Dean Morgan, Kate Bosworth, Morris Chestnut, Dave Bautista, Sepher i Gina Carano. La trama de la pel·lícula gira al voltant d’un robatori de casino d’un empleat que ha de pagar el tractament de la seva filla malalta.

## Argument
Luke Vaughn treballa al Swan Casino, dirigit pel despietat Francis Silva, també conegut com Pope. La filla de Luke, Riley, està malalta de càncer i necessita cirurgia, però Luke no té diners per cobrir les despeses i, si no els troba en pocs dies, la seva filla serà retirada de la llista d’espera. Cox, un altre empleat del Swan, li ofereix unir-se a una empresa per organitzar un robatori al mateix casino. Forçat per la necessitat, decideix, encara que sense voler, acceptar. Ell, Cox i dos dels seus companys organitzen així el robatori d’una gran quantitat de diners que el casino no podrà reclamar oficialment, ja que, com va suposar Cox, els diners bruts que s'haurien de blanquejar, òbviament. Al final del robatori, descobert pels guàrdies del casino i el seu conductor que s'ha escapat mentrestant, Luke, Cox i l’altre còmplice ferit es veuen obligats a segrestar l’autobús 657 i a prendre la gent a bord com a ostatge., Inclosa una dona embarassada. L’agent de patrulla Kris Bajos nota la primera fase de la presa d’ostatges i, per tant, els lladres es veuen perseguits per la policia i els secuaces de Pope.
Mentre "Dog", el soci i successor de Pope, lluita per recuperar els tres milions de dòlars, Pope rastreja la seva filla Sydney per deixar el seu imperi. Davant l’hostilitat de la seva filla que menysprea la seva activitat econòmica, admet el que sent i és que li queda molt poc per viure. La seva filla li recorda que no podrà comprar el seu amor amb diners sinó només sacrificant el seu passat.
En la primera fase de la presa d'ostatges, el comportament sensible de Luke aconsegueix convèncer l'agent de no precipitar la situació, en contra de les ordres dels seus superiors. El detectiu que pren les coses a les seves mans evita l'acomiadament de l'agent Kris per insubordinació i se li dona la tasca de repostar l'autobús. Durant aquest avituallament, dos ostatges són alliberats: una dona embarassada i un nen.
En una successió de girs, resulta que el detectiu paga a Pope, que aconsegueix fer matar el lladre ferit en la primera fase del robatori. Luke es nega a jugar al joc de Pope de matar Cox i lliurar els diners al detectiu, però sense que Cox se n'assabenti de la proposta de Pope. En aquest punt, el Papa ordena al detectiu recuperar els diners a qualsevol preu. La situació degenera i mentre Cox està a punt de matar un ostatge, el mateix Luke el mata. Els passatgers ostatges fan de Luke una proposta per sortir de la situació: Luke declara rendir-se i vol estar sol amb un ostatge, en realitat baixa amb els altres passatgers que fan veure que no ha passat res.
Luke, en aquest punt, roba un dels molts cotxes de policia presents en aquesta fase i continua la seva fugida cap a una petita pista on l’hauria d’esperar un avió. Allà troba el conductor assassinat per Dog que porta Luke a l’autobús abandonat on Pope els espera amb el detectiu corrupte. Pope, descontent amb la forma en què aquest ha gestionat la situació i davant d’una afirmació que ja no pot fer res, Pope el mata. Mentrestant, el gos rega Luke amb gasolina. Luke en aquest moment revela que encara va aconseguir enganyar-los, ja que els diners ja no hi són, però ja han arribat a temps a l'hospital, portats per la dona embarassada que resulta que no està embarassada, sinó la germana còmplice de Luke. El company de Pope declara llavors que, a més de cremar viu Luke, anirà a l’hospital per matar tant el nen malalt com la seva mare, fent en va els sacrificis de Luke. Pope, recordant el que li havia dit la seva filla Sidney anteriorment, mata la parella "Dog" i deixa que Luke se'n vagi.
Més tard resulta que l'agent Kris es va assabentar de qui era la dona embarassada i també que tots els passatgers van mentir als agents al·legant que només hi havia dos segrestadors. Kris, entenent la situació de Luke, en realitat se solidaritza amb ell i fa veure que no ha passat res. Com que és l’única que queda a conèixer la veritat, Luke no serà buscat per les autoritats.
En l'escena final, Pope, que es troba a l’autobús, llença el cigarret electrònic i il·lumina un de clàssic. Mentre se senten les sirenes de la policia que es preparen per arrestar-lo.

## Repartiment
- Jeffrey Dean Morgan: Luke Vaughn
- Robert De Niro: Frank "Pope" Silva
- Kate Bosworth: Sydney Silva
- Gina Carano: Kris Bajos
- Morris Chestnut: Derrick 'The Dog' Prince
- Dave Bautista: Cox
- Mark-Paul Gosselaar: Marconi
- D. B. Sweeney: Bernie
- Stephen Cyrus Sepher: Julian Dante

## Producció
El 6 de novembre de 2013, a la venda del American Film Market, es va anunciar que l'empresa de producció i finançament de pel·lícules Emmett / Furla / Oasis Films va adquirir un guió de robatori, aleshores titulat Bus 757, de l'escriptor Stephen Cyrus Sepher. El guió, sobre un distribuïdor de targetes que uneix una tripulació per robar un banc i segrestar un autobús urbà, amb un pressupost anunciat de 15 milions de dòlars, va ser produït per Randall Emmett, George Furla, Alexander Tabrizi i Sepher. El 17 de maig de 2014, es va anunciar que Scott Mann dirigiria, Lionsgate distribuiria i Robert De Niro protagonitzaria el paper principal de "The Pope", el propietari del casino els diners del qual són l'objectiu del robatori.
El títol de la pel·lícula s'havia canviat a Bus 657 el 24 de setembre de 2014, quan Jeffrey Dean Morgan, Kate Bosworth, Dave Bautista i Gina Carano es van unir al repartiment de la pel·lícula, que també va afegir Max Adams com a guionista addicional. El 13 d'octubre, es va confirmar que el guionista i actor Sepher va ser vist al plató, que posteriorment es va confirmar que actuaria com un dels membres del grup de robatoris. Morris Chestnut va ser vist al plató el 15 d'octubre, amb el seu càsting com Derrick "Dog" Prince confirmat dos dies més tard, actuant com la mà dreta del "Papa" que ha de recuperar els diners abans que els policies els prenguin i s'adonin que és brut.
El rodatge estava previst que es fes a Baton Rouge, Louisiana, però es va traslladar a Mobile (ciutat d'Alabama) on es va iniciar el rodatge el 13 d'octubre de 2014. El 15 d'octubre, De Niro es va veure rodant al Crystal Ballroom de The Battle House Hotel, que s'havia transformat en un casino d'estil dels anys 40 anomenat "The Swan Casino". El mateix dia, es rodaven escenes a la cantonada dels carrers Royal i St. Francis, al centre de Mobile. El 21 d'octubre, es realitzava el rodatge a Causeway, que la policia va tancar des de l'entrada en direcció est del túnel de Bankhead fins a l'est del parc commemoratiu del cuirassat USS Alabama.

## Estrena
A l'octubre de 2014, a la venda del American Film Market, la pel·lícula (sota el seu segon títol, Bus 657) es va vendre a diversos distribuïdors internacionals, inclosa Lionsgate International per al Regne Unit. La pel·lícula es va estrenar el 13 de novembre de 2015 en un llançament limitat i mitjançant Vídeo a la carta.

## Recepció
La pel·lícula va ser mal rebuda pels crítics de cinema. A partir de juny de 2020, la pel·lícula tenia una puntuació d’aprovació del 29% al lloc web agregador de ressenyes Rotten Tomatoes, basada en 28 ressenyes amb una puntuació mitjana de 4,53 sobre 10. Metacritic va donar a la pel·lícula 37/100, generalment desfavorable, basada en una valoració mitjana ponderada d'11 comentaris.